# 熊本県災害拠点病院
熊本県災害拠点病院（くまもとけんさいがいきょてんびょういん）とは、熊本県にある災害時の救急医療の拠点となる災害拠点病院。

## 概要
県内や近県で災害が発生し、通常の医療体制では被災者に対する適切な医療を確保することが困難な状況となった場合に、熊本県知事の要請により傷病者の受け入れや医療救護班の派遣等を行う。14病院が指定されており、熊本赤十字病院が全県域を担当し災害医療の中心となる基幹災害拠点病院、その他病院が各医療圏に対応する地域災害拠点病院となっている。

### 拠点病院の条件
- 建物が耐震耐火構造であること。
- 資器材等の備蓄があること。
- 応急収容するために転用できる場所があること。
- 応急用資器材、自家発電機、応急テント等により自己完結できること。（外部からの補給が滞っても簡単には病院機能を喪失しないこと）
- 近接地にヘリポートが確保できること。

## DMAT
災害派遣医療チーム（DMAT）は阿蘇医療センターを除く13病院に熊本大学医学部附属病院（1チーム）を加えた14病院で21チームが編成されている。

## 病院一覧
| 基幹災害拠点病院 | 基幹災害拠点病院                     | 基幹災害拠点病院               | 基幹災害拠点病院                       | 基幹災害拠点病院 | 基幹災害拠点病院 |
| 3次医療圏 | 病院名                               | 住所                           | 位置                                   | DMAT             | 三次救急         |
| --- | ------------------------------------ | ------------------------------ | -------------------------------------- | ---------------- | ---------------- |
| 全県域 | 熊本赤十字病院                       | 熊本市東区長嶺南2-1-1          | 北緯32度48分29.1秒 東経130度45分47.8秒 | 2チーム          | 救命/DH          |
| 地域災害拠点病院 |                                      |                                |                                        |                  |                  |
| 2次医療圏 | 病院名                               | 住所                           | 位置                                   | DMAT             | 三次救急         |
| 熊本 | 済生会熊本病院                       | 熊本市南区近見5-3-1            | 北緯32度45分52.6秒 東経130度42分3.1秒  | 3チーム          | 救命             |
| 熊本 | 国立病院機構熊本医療センター         | 熊本市中央区二の丸1-5          | 北緯32度48分14.9秒 東経130度42分0.9秒  | 3チーム          | 救命             |
| 宇城 | 宇城総合病院                         | 宇城市松橋町久具691            | 北緯32度39分2.8秒 東経130度41分46.9秒  | 1チーム          | -                |
| 有明 | くまもと県北病院                     | 玉名市玉名550                  | 北緯32度55分55.7秒 東経130度32分58.8秒 | 2チーム          | -                |
| 鹿本 | 山鹿市民医療センター                 | 山鹿市山鹿511番地              | 北緯33度0分52.7秒 東経130度41分53.7秒  | 1チーム          | -                |
| 菊池 | 川口病院                             | 菊池市隈府823-1                | 北緯32度58分33.9秒 東経130度48分43.7秒 | 1チーム          | -                |
| 阿蘇 | 阿蘇医療センター                     | 阿蘇市黒川1266                 | 北緯32度56分6.9秒 東経131度5分1.6秒    | -                | -                |
| 上益城 | 矢部広域病院                         | 上益城郡山都町下馬尾204        | 北緯32度41分4.9秒 東経130度59分5.5秒   | 1チーム          | -                |
| 八代 | 熊本労災病院                         | 八代市竹原町1670               | 北緯32度31分1.2秒 東経130度37分34.5秒  | 1チーム          | -                |
| 水俣・芦北 | 国保水俣市立総合医療センター         | 水俣市天神町一丁目2番1号       | 北緯32度12分36.3秒 東経130度24分21.3秒 | 2チーム          | -                |
| 人吉・球磨 | 地域医療機能推進機構人吉医療センター | 人吉市老神町35                 | 北緯32度12分33.9秒 東経130度45分33秒   | 2チーム          | -                |
| 天草 | 上天草市立上天草総合病院             | 上天草市龍ヶ岳町高戸1419番地19 | 北緯32度23分36.1秒 東経130度23分27.7秒 | 1チーム          | -                |
| 天草 | 地域医療機能推進機構天草中央総合病院 | 天草市東町101番地              | 北緯32度27分0.1秒 東経130度11分58.9秒  | 1チーム          | -                |
| 2013年3月時点 （凡例） 高度：高度救命救急センター、救命：救命救急センター、地域：地域救命救急センター、DH：ドクターヘリ基地病院 |                                      |                                |                                        |                  |                  |